# Kein Mensch ist illegal

Kein mensch ist illegal-Logo

Kein mensch ist illegal (kmii) —en català: ningú és il·legal— és una xarxa internacional que lluita contra el racisme. Representa als immigrants no residents que viuen il·legalment en el país i que, per tant, estan en risc de ser deportats. Donen suport als refugiats en la seva lluita pels drets humans i la dignitat. La xarxa va sorgir a Alemanya sota el lema Kein Mensch ist illegal i s'ha estès a altres països.

## Alemanya
La xarxa va ser fundada l'any 1997 durant l'exposició d'art documenta X a Kassel. Unes quantes setmanes després, milers de persones s'hi havien unit, a més d'uns 200 grups i organitzacions. Tenen per objectiu "ajudar els immigrants a començar i continuar el viatge per a l'obtenció de treball, documentació, assistència mèdica, educació i entrenament, a més d'assegurar l'allotjament i la supervivència física", deixant de banda la seva condició d'immigrants. La fundació respon, també, a la mort del deportat Aamir Ageeb a mans de la policia federal alemanya. Arran de la mort d'Ageeb, la campanya "Deportation-Class" va fixar els seus objectius contra les companyies aèries que van participar en les deportacions. La campanya va culminar amb una manifestació en línia l'any 2001, juntament amb Libertad. Kein Mensch ist illegal i "Deportation-Class" han cridat l'atenció de "l'Informe anual de Protecció Constitucional" d'Alemanya a causa de les suposades connexions que tenen amb "l'extrema esquerra".

## Suïssa
L'organització suïssa Bildung für Alle (educació per a tothom) té la seva tasca específica que consisteix a intentar aconseguir l'estada permanentment legal per als immigrants.

## Canadà
En algunes ciutats canadenques com Vancouver, Toronto, Halifax, Ottawa i Montreal s'ha establert un col·lectiu de l'organització.

## Pel·lícules
- Kein mensch ist illegal Arxivat 2014-05-18 a Wayback Machine. (Documental de l'any 2010, Suïssa)